# Стара Чемровка
Стара Чемро́вка (рос. Старая Чемровка) — село у складі Бійського району Алтайського краю, Росія. Входить до складу Зоринської сільської ради.

## Населення
Населення — 550 осіб (2010; 564 у 2002).
Національний склад (станом на 2002 рік):
- росіяни — 93 %